# Tengius okuboi
Tengius okuboi är en skalbaggsart som beskrevs av Masaki Matsushita 1938. Tengius okuboi ingår i släktet Tengius och familjen långhorningar. Inga underarter finns listade i Catalogue of Life.